# Costa Ricas flagga
Costa Ricas flagga antogs 27 november 1906. Utformningen med fem horisontella band har däremot använts sedan 29 september 1848, då Costa Rica ändrade den tidigare flaggan (den som användes av Centralamerikanska federationen) genom att införa ett rött band samt i statsflaggan statsvapnet, som då låg i flaggans mitt. Vid omarbetningen 1906 flyttades vapnet i statsflaggan mot flaggans inre kant ("vänster"). De blå banden symboliserar Karibiska havet och de vita Stilla havet. Det röda bandet i mitten är hämtade från den franska trikoloren. Den 21 oktober 1964 omarbetades statsflaggan då antalet stjärnor i emblemet ändras från sex till sju. Proportionerna är 3:5.

## Färger
| Schema  | Blå                    | Röd                      | Vit                    |
| ------- | ---------------------- | ------------------------ | ---------------------- |
| RGB     | 0,43,127               | 206,17,38                | 255,255,255            |
| HTML    | #002B7F                | #CE1126                  | #FFFFFF                |
| CMYK    | 1.0 - 0.66 - 0.0 - 0.5 | 0.0 - 0.91 - 0.81 - 0.19 | 0.0 - 0.0 - 0.0 - 0.0. |
| Pantone | 280                    | 186                      | safe                   |

## Provinsernas flaggor
Var och en av Costa Ricas sju provinser har en egen flagga.

Alajuela
Cartago
Guanacaste
Heredia
Limón
Puntarenas
San José